# Голлан, Оливия
Оливия Голлан (итал. Olivia Gollan, род. 27 августа 1973, Мейтленд) — австралийская профессиональная велогонщица.

## Карьера
Оливия Голлан приняла участие в своих первых велогонках в возрасте 26 лет, поступила в Австралийский институт спорта.
В 2003 году Оливия Голлан выиграла титул чемпионки Австралии в групповой гонке и стала второй в индивидуальной гонке. Она выиграла «Тур Джелонга», «Тур Берна», «Трофи д’Ор» и заняла второе место в «Амстел Голд Рейс» — гонке Кубка мира. Она участвовала в индивидуальной гонке чемпионата мира и заняла шестнадцатое место. Она закончила год на двенадцатом месте в рейтинге UCI.
В 2004 году она заняла второе место в Трофее Альфредо Бинды — коммуны Читтильо, третье место в Монреаль Ворлд Кап, а затем приняла участие в Олимпийских играх в Афинах. Она участвовала в групповой гонке на летних Олимпийских играх 2004 года, где финишировала 12-й, а победу одержала её соотечественница, Сара Кэрриган. В сентябре она снова финишировала шестнадцатой в индивидуальной гонке чемпионата мира.
В 2005 году она подписала контракт с профессиональной немецкой командой Nürnberger Versicherung. Затем в 2006 году она перешла в команду Nobili Rubinetterie Menikini Cogeas, которая в 2007—2008 годах носила название Menikini-Selle Italia.
В 2006 году Голлан представляла Австралию в групповой гонке на Играх Содружества.
Оливия Голлан завершила свою карьеру в марте 2008 года.

## Достижения
2001
Канберра Милк Рейс
2002
Coppa della Nazione
5-й этап Bay Classic
2003
 Чемпионат Австралии — групповая гонка
Тур Джелонга
Тур Берна
Трофи д’Ор
2-я на Чемпионате Австралии — индивидуальная гонка
2-я на Амстел Голд Рейс
2004
2-я на Трофее Альфредо Бинды — коммуны Читтильо
3-я на Монреаль Ворлд Кап
3-я на Туре Даун Андер
7-я на Гран-при Кастилии и Леона
8-я на Гран-при Плуэ — Бретань
9-я на Флеш Валонь Фамм
2005
Scandinavian Open GP
2006
3-й этап Грация Орлова
2-й этап Тура Большого Монреаля
1-й этап Вуэльты Сальвадора
Гран-при Санта-Аны
9-я на Играх Содружества — групповая гонка
2007
3-й этап Тура Лимузена
2-я на Туре Острова Принца Эдуарда
2-я на Туре Лимузена

### Статистика выступления наГранд-турах
| Гонка / Год | 2004 | 2006 |
| ----------- | ---- | ---- |
| Джиро Роза  | 9    | 27   |

### Рейтинги
| Год                 | 2002  | 2003 | 2004 | 2005  | 2006 | 2007 |
| ------------------- | ----- | ---- | ---- | ----- | ---- | ---- |
| Мировой рейтинг UCI | 118-й | 12-й | 20-й | 117-й | 34-й | 57-й |
| Мировой кубок UCI   | -     | -    | 9-й  | -     | -    | -    |
|                     |       |      |      |       |      |      |
| Источник: UCI       |       |      |      |       |      |      |